# Ematurga mediofasciata
Ematurga mediofasciata är en fjärilsart som beskrevs av Nordström. Ematurga mediofasciata ingår i släktet Ematurga och familjen mätare. Inga underarter finns listade i Catalogue of Life.